# Communio Sanctorum. Die Kirche als Gemeinschaft der Heiligen
Communio Sanctorum. Die Kirche als Gemeinschaft der Heiligen (in diesem Artikel abgekürzt: CS) ist ein ökumenisches Studiendokument, das von der Bilateralen Arbeitsgruppe der Deutschen Bischofskonferenz und der Kirchenleitung der Vereinigten Evangelisch-Lutherischen Kirche Deutschlands (VELKD) im Jahr 2000 veröffentlicht wurde. Es geht mehrere kontroverstheologische Themen an, die im ökumenischen Dialog bislang ausgeklammert worden waren, und gilt daher als sehr ambitioniert.

## Vorgeschichte und Entstehung
Eine erste Bilaterale Arbeitsgruppe zum Dialog beider Kirchen wurde 1976 berufen und veröffentlichte 1984 das Studiendokument Kirchengemeinschaft in Wort und Sakrament. Stellungnahmen beider Kirchen folgten 1985 (VELKD) und 1987 (Deutsche Bischofskonferenz). Ein wichtiges Ergebnis dieses ökumenischen Dialogs war, dass die evangelisch-lutherische Seite Verwerfungen der Reformationszeit (die Messe wurde als Gräuel, der Papst als Antichrist qualifiziert) zurücknahm und das in neueren Ausgaben der Bekenntnisschriften der Evangelisch-Lutherischen Kirche kenntlich machte.
1987 wurde eine zweite Bilaterale Arbeitsgruppe berufen, um den Dialog mit Schwerpunkt auf der Ekklesiologie sowie der Anerkennung kirchlicher Ämter und des Papstamtes weiterzuführen. Bisher ausgeklammerte Themen mit kontroverstheologischer Tradition sollten nun auch einbezogen werden: die Heiligenverehrung, die Mariologie und das Kirchenrecht.
Die Arbeitsgruppe befolgte hermeneutisch die Methode eines differenzierten Konsenses: „Zunächst ist zu prüfen, ob die Lehre der einen Seite das eigentliche Anliegen der anderen Seite wirklich ausschließt. Ist dies nicht der Fall, muß weiter gefragt werden, ob die Anliegen und Auslegungsschwerpunkte, die der einen Seite in ihrer Lehre vordringlich sind, in der Lehre der anderen Seite so deutlich gewahrt sind, daß sie weder übersehen noch mißverstanden werden können.“ Einerseits wird in einer bisher strittigen theologischen Frage ein grundsätzlicher Konsens erarbeitet. Andererseits werden verbleibende Lehrunterschiede in Beziehung zu diesen Grundkonsens gesetzt. Sie behalten ihre Berechtigung, ohne den Konsens aber ganz in Frage zu stellen.
Mehrere ökumenische Dokumente wurden bei den Beratungen herangezogen:
- 1986 Lehrverurteilungen – kirchentrennend? (Ökumenischer Arbeitskreis evangelischer und katholischer Theologen)
- 1995 Kirche und Rechtfertigung: Das Verständnis der Kirche im Licht der Rechtfertigungslehre (Internationale gemeinsame evangelisch-lutherische / römisch-katholische Kommission)
- 1997 Gemeinsame Erklärung zur Rechtfertigungslehre (Lutherischer Weltbund – Päpstlicher Rat zur Förderung der Einheit der Christen)

Die Arbeitsgruppe war von 1987 bis 1997 tätig. Entgegen dem ursprünglichen Plan befasste sie sich nicht mehr mit der Kanonistik.
Mit Blick auf den Rezeptionsprozess der Gemeinsamen Erklärung zur Rechtfertigungslehre wurde das Dokument Communio Sanctorum drei Jahre unter Verschluss gehalten, damit beide ökumenischen Diskussionen sich nicht überlagerten, und erst am 4. September 2000 der Öffentlichkeit vorgestellt.

## Mitglieder der Bilateralen Arbeitsgruppe
Zur Bilateralen Arbeitsgruppe gehörten je sechs Theologen, wobei besonders auf lutherischer Seite die Zusammensetzung der Gruppe wechselte. Folgende Personen waren beteiligt:
|                    | Römisch-katholisch                                                                         | Evangelisch-lutherisch                                                                                         |
| ------------------ | ------------------------------------------------------------------------------------------ | --- |
| Vorsitzende        | Paul-Werner Scheele                                                                        | Ulrich Wilckens                                                                                                |
| Weitere Mitglieder | - Wolfgang Beinert - Heribert Heinemann - Karl Kertelge - Rudolf Weigand - Hans Jörg Urban | - Johannes Hanselmann - Friedrich Kalb - Gerhard Müller - Ulrich Kühn - Gunther Wenz - Friedrich-Otto Scharbau |
| Schriftführer      | Gerhard Voss                                                                               | - Manfred Kießig - Hans Krech                                                                                  |

## Inhalt

### Die Gemeinschaft der Heiligen nach dem Bekenntnis der Kirche
Das Apostolische Glaubensbekenntnis bekennt die Gemeinschaft der Heiligen (Communio Sanctorum). Damit ist gesagt, dass der Glaube der einzelnen Christen den Glauben der Gemeinschaft voraussetzt, umgekehrt aber auch, dass der Glaube der Gemeinschaft getragen ist vom Glauben vieler Einzelner. Der Heilige Geist ist das Lebensprinzip der Kirche. Die Teilhabe an der Eucharistie verbindet die einzelnen Christen untereinander und mit Christus. Die Kirche ist „ihrem innersten Wesen nach ein Geheimnis (mysterium)“, da sie ihren Platz im Erlösungswerk Gottes hat (CS 6). Sie erfährt aber auch ihre Begrenztheit durch Schwäche und Schuld; diese tangiert die Gestalt der Kirche und ihre Ämter (CS 7).
Auf dieser Basis werden folgende Themen erörtert, mit denen die Arbeitsgruppe im ökumenischen Dialog bewusst „Neuland“ betritt:
- Mehrere „Bezeugungsinstanzen“ (Bibel, kirchliche Tradition, „Glaubenssinn“ der Gläubigen, kirchliches Lehramt und Theologie) wirken bei der Wahrheitsfindung zusammen.
- Es gibt einen Dienst an der Einheit der universalen Kirche („Petrusdienst“).
- Es gibt eine Gemeinschaft der Heiligen über die Todesgrenze hinweg, was zum Beispiel das Gebet für die Verstorbenen, die Heiligen- und Marienverehrung begründet.

### Die Kirche nach dem Zeugnis der Heiligen Schrift
Das Kirchenverständnis der Verfasser von Communio Sanctorum geht aus von Gottes Bund mit Israel, bestätigt in Jesus Christus als dem Messias Israels und neu konstituiert als eschatologisches Gottesvolk aus Juden und Heiden, ein Gottesvolk „auf dem Wege“ (CS 11). Im Zentrum christlichen Lebens steht der Gottesdienst, wobei der „gemeinsame liturgische Dank der Glaubenden in der Eucharistie“ in ihren Alltag ausstrahlt. Die vom Heiligen Geist gewirkte Lebendigkeit der Kirche zeigt sich im Dreiklang von Gottesdienst (leiturgia), Dienst (diakonia) und Zeugnis (martyria) (CS 17).
Jesus Christus hat Apostel berufen und beauftragt, diese sind daher von grundlegender Bedeutung für die Struktur der Kirche. Die Kirche der nachapostolischen Zeit hielt an der apostolischen Überlieferung fest. „Es bildet sich ein Leitungsamt heraus, das an der Autorität der Apostel teilhat und für die angemessene Weitergabe der apostolischen Tradition sorgt.“ (CS 19)

### Gemeinschaft der Heiligen in der Liebe des dreifaltigen Gottes
Communio Sanctorum übernimmt aus dem Ökumenismusdekret des Zweiten Vatikanischen Konzils Unitatis redintegratio den Gedanken, dass die Einheit der Christen grundgelegt ist in der Wesenseinheit der göttlichen Personen (CS 23). Eine solche Communio-Ekklesiologie ist heute für die orthodoxe, römisch-katholische, anglikanische und lutherische Kirche anschlussfähig und daher wichtig für den ökumenischen Dialog (CS 24).
Ferner kann die Kirche mit biblischer Metaphorik als wanderndes Gottesvolk, Leib Christi, Braut Christi und Tempel des Heiligen Geistes bezeichnet werden.

### Gemeinschaft der Heiligen durch Wort und Sakrament

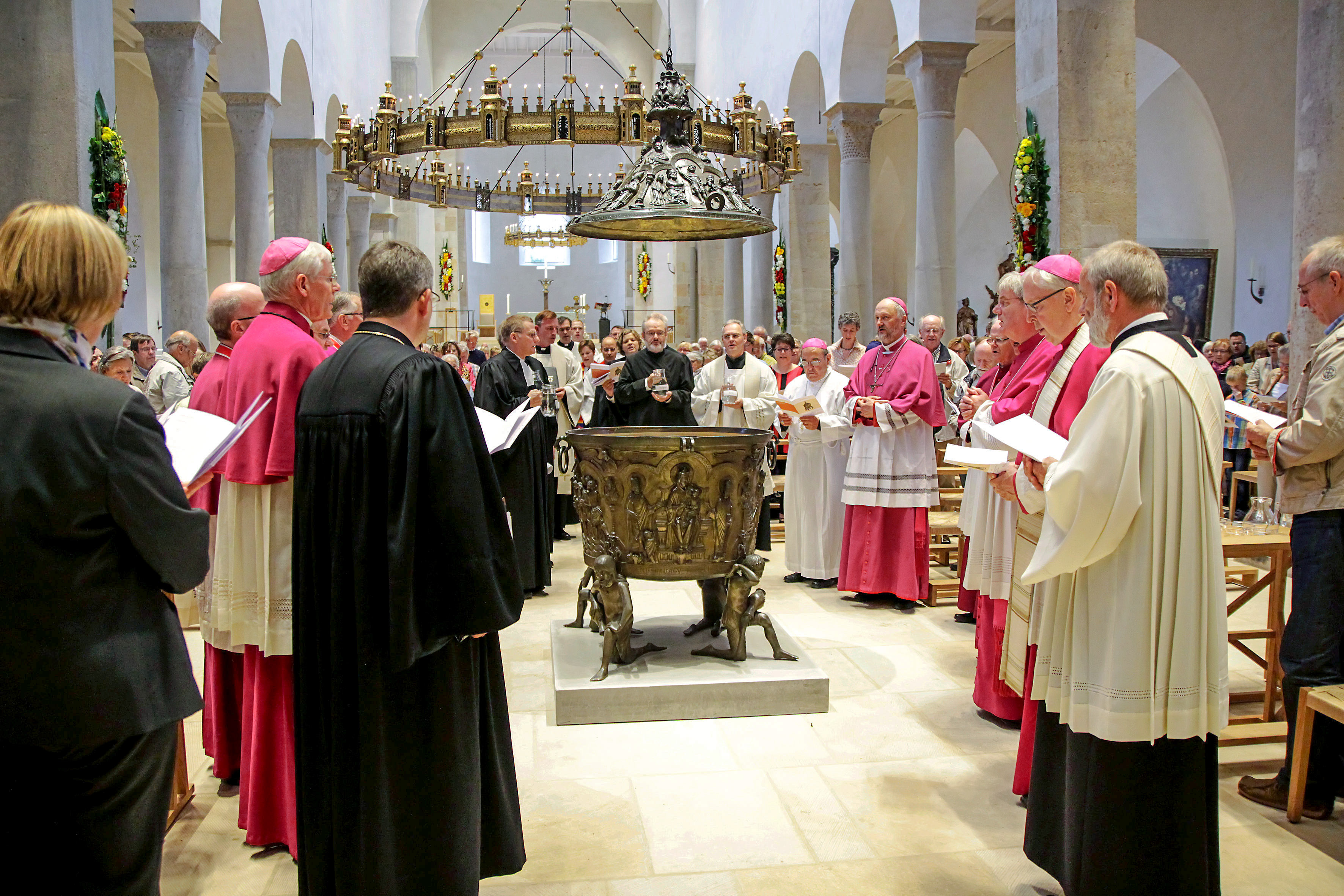
Ökumenische Taufvesper im Hildesheimer Dom (2017)

Die Gegenwart Christi in den Sakramenten formuliert Communio Sanctorum entsprechend der Konzilskonstitution über die heilige Liturgie (Sacrosanctum Concilium): „Gegenwärtig ist er mit seiner Kraft in den Sakramenten, so daß, wenn immer einer tauft, Christus selber tauft. Gegenwärtig ist er in seinem Wort, das er selbst spricht, wenn die heiligen Schriften in der Kirche gelesen werden.“ Dass die Sakramente den Glauben wecken und stärken, können Lutheraner und Katholiken übereinstimmend sagen (CS 36). Die Kirche wird entsprechend der Confessio Augustana (CA 7) bestimmt als „Versammlung aller Gläubigen, bei denen das Evangelium rein gepredigt und die heiligen Sakramente laut dem Evangelium gereicht werden.“ Weil die Kirche von Wort und Sakrament her lebt, ist sie selbst sakramental geprägt und kann als Sakrament bezeichnet werden (CS 37).

#### Wort Gottes
Die Kirche lebt aus dem Wort Gottes; sie ist dessen Adressatin und Vermittlerin. Insofern steht die Kirche als Vermittlerin des Gotteswortes dem einzelnen Glaubenden gegenüber (CS 44). Das Empfangen, Erkennen und Bezeugen des Gotteswortes ist der ganzen Kirche aufgetragen und geschieht, indem „verschiedene Erkenntnis- und Bezeugungsinstanzen zusammenwirken.“ (CS 45)
Fünf Bezeugungsinstanzen werden näher vorgestellt:

##### 1. Heilige Schrift
Das Studiendokument Kirchengemeinschaft in Wort und Sakrament hatte bereits Konsens in der Bezeichnung der Bibel als Wort Gottes festgestellt. Gemeinsam lehren beide Konfessionen die Inspiration und Inerranz (Irrtumslosigkeit) der Heiligen Schrift (CS 47). Diese ist nach gemeinsamer Überzeugung eine unüberholbare Norm (norma normans non normata) (CS 48).

##### 2. Tradition
Die Kirche insgesamt (nicht nur die Theologie oder nur das Lehramt) ist eine Traditionsgemeinschaft. Hierbei ist zu unterscheiden zwischen der verpflichtenden apostolischen Tradition (Singular) und dem Plural menschlicher Traditionen, die als zeit- und kulturgebundene Lebensäußerungen nicht allgemeinverbindlich sind (CS 52).
Das klassische Kontroversthema Schrift und Tradition stellt sich im ökumenischen Gespräch heute so dar (CS 53):
- Lutheraner erkennen an, dass die Heilige Schrift aus urchristlicher Tradition hervorgegangen ist und von der Kirche überliefert wurde.
- Katholiken erkennen an, dass die Heilige Schrift als Gottesoffenbarung nicht ergänzungsbedürftig ist (materielle Suffizienz).

Da die Kirche im Lauf ihrer Geschichte Erfahrungen mit dem Wort Gottes machte, erschließt sich ihr dessen Fülle immer mehr. Allerdings gibt es auch Fehlentwicklungen in der Rezeptionsgeschichte der Bibel (CS 55). Beide Konfessionen haben gemeinsame, aber auch je eigene Traditionen, die sie am Wort der Heiligen Schrift kritisch prüfen (CS 56).

##### 3. Glaubenssinn
Die Weitergabe des Glaubens ist allen Christen aufgetragen. Die katholische Tradition spricht hier vom „Glaubenssinn“ der Gläubigen (sensus fidei); dem entspricht weitgehend das lutherische Konzept der „großen Übereinstimmung“ (magnus consensus), die sich in den Bekenntnisschriften ausdrückt (CS 58).

##### 4. Lehramt
Lutheraner und Katholiken stimmen überein, dass es eine gemeindliche und übergemeindliche Lehrverantwortung des kirchlichen, ordinationsgebundenen Amtes gibt (CS 61). Während das „authentische“ Lehramt nach katholischem Verständnis den Bischöfen und dem Papst anvertraut ist (CS 65), entspricht dem auf lutherischer Seite ein komplexer, konsensorientierter Prozess, in dem viele Ordinierte und Nichtordinierte Verantwortung tragen: Bischöfe, Theologen, Pfarrer und Gemeinden (CS 66). Das katholische Konzept der an bestimmte Bedingungen geknüpften Unfehlbarkeit des kirchlichen Lehramts teilen Lutheraner nicht. Lehrentscheidungen sind auf Anerkennung durch die Gemeinden angewiesen und stets an der Heiligen Schrift überprüfbar (CS 67). Dahinter werden grundsätzliche Unterschiede erkennbar. Lutheraner gehen davon aus, dass der Heiligen Schrift nach dem Willen Gottes eine Selbstauslegungskraft innewohnt; für Katholiken ist die Authentizität und Irrtumslosigkeit des kirchlichen Lehramtes grundlegend. In modifizierter Form ist eine Selbstauslegungskraft des Wortes Gottes auch der katholischen Theologie bekannt, womit sich eine Basis für weiteres ökumenisches Gespräch bietet (CS 68).

##### 5. Theologie
Die wissenschaftliche Theologie hat die Aufgabe, den Glaubensinhalt sachgerecht zu erschließen (und am Maßstab der Bibel zu prüfen) und zeitgemäß im Zusammenhang darzulegen. Ihre kritische Funktion gegenüber der Kirche nimmt sie vielstimmig wahr (CS 69–70).
Die genannten fünf Bezeugungsinstanzen haben ihre je eigene Aufgabe (CS 72). Ihre nicht konfliktfreie Interaktion bedarf der Regeln, die konfessionell unterschiedlich sind. Sie gelingt mit dem Beistand des Heiligen Geistes.

#### Sakramente

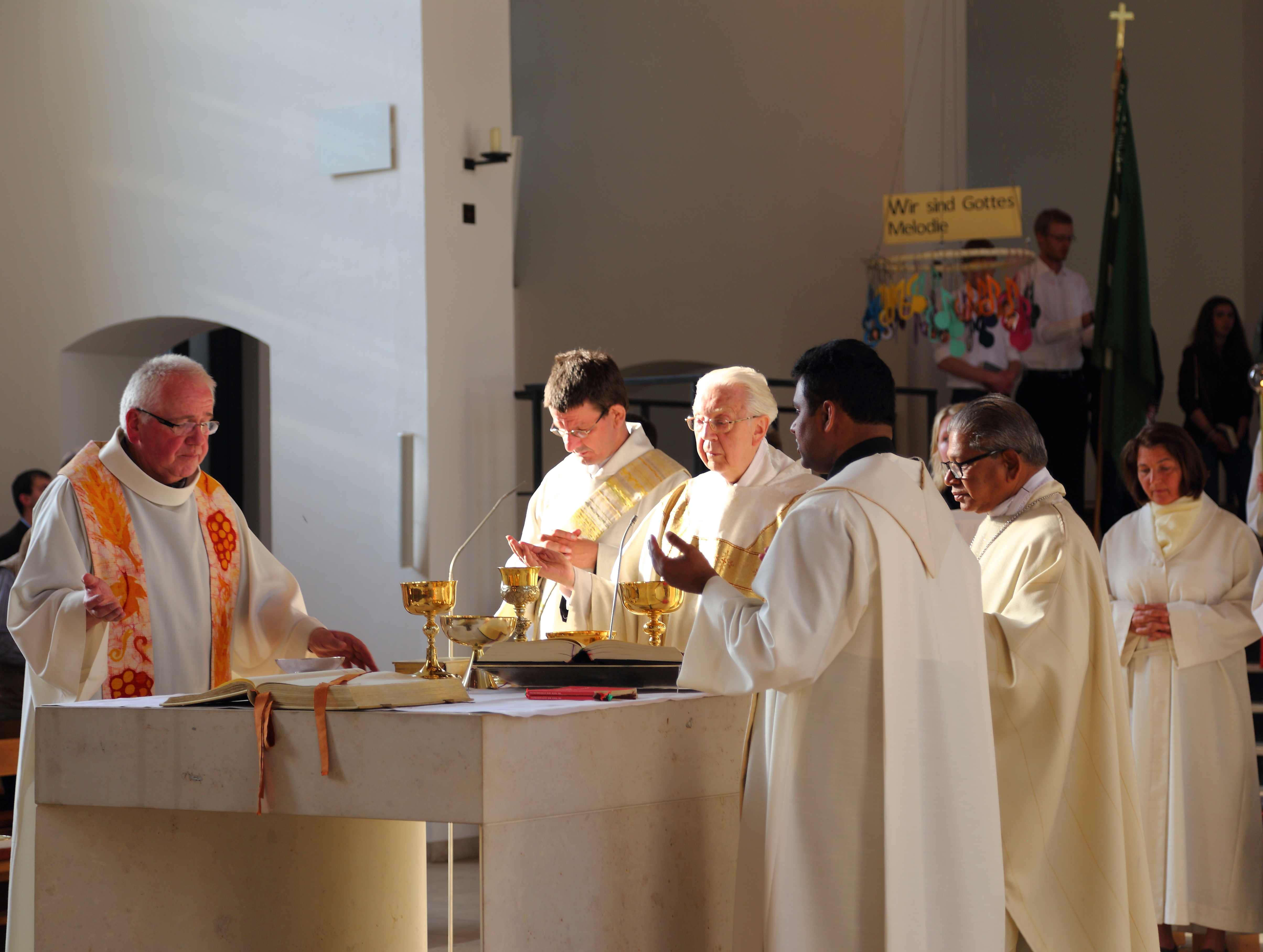
Heilige Messe in der Pfarrkirche St. Dionysius, Recke

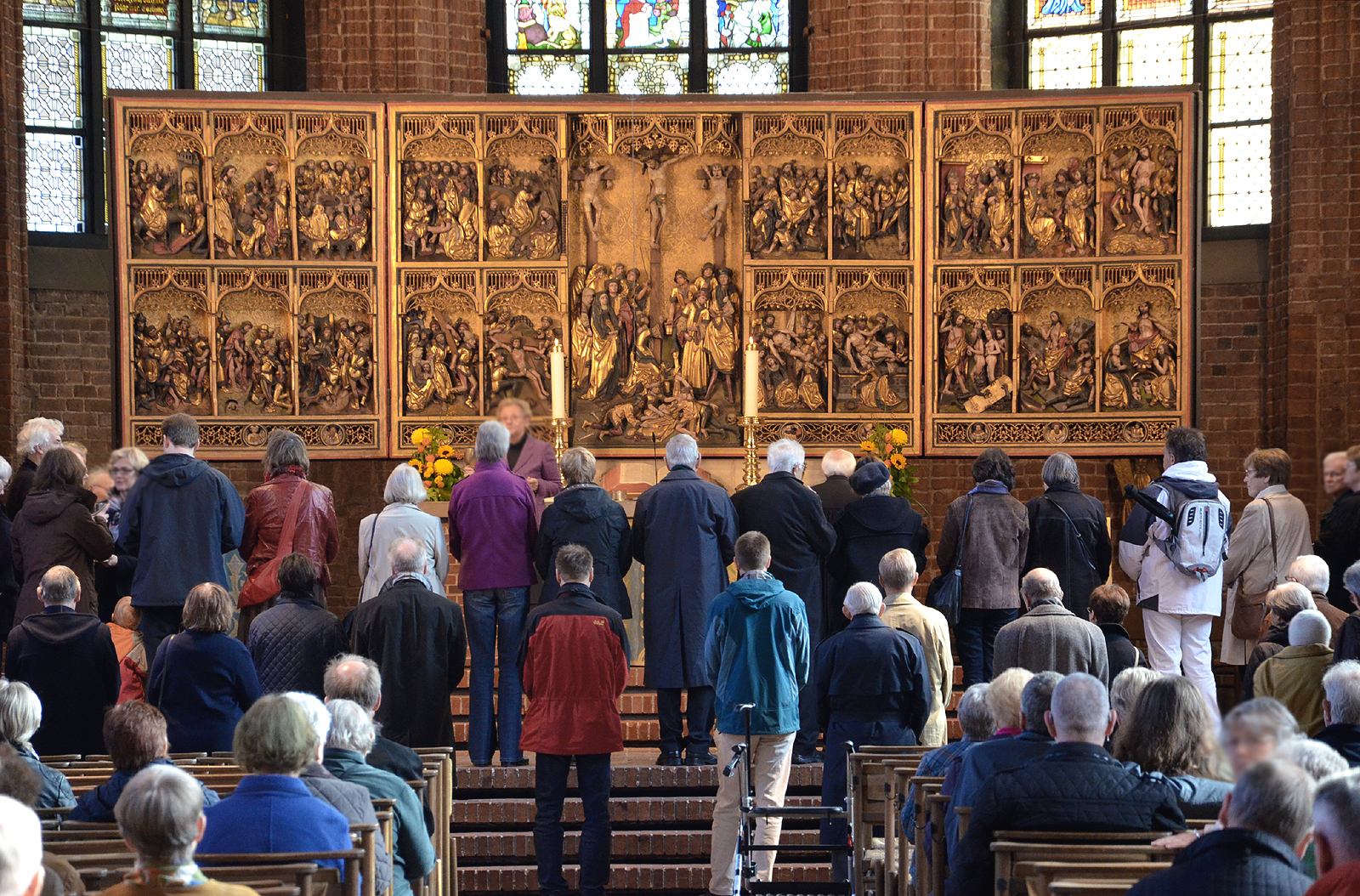
Abendmahlsgottesdienst in der Marktkirche Hannover

Im Sakramentsbegriff und in der Frage, wie viele Sakramente es gibt, geht Communio Sanctorum über bisherige ökumenische Dokumente hinaus. Bei den Themen Taufe und Herrenmahl wird auf die im Dialog bereits festgestellten „weitgehenden Gemeinsamkeiten“ verwiesen (CS 74).
Christus selbst ist der Spender der Sakramente. Wer den Dienst der Sakramentsverwaltung und Sakramentenspendung wahrnimmt, handelt „in Stellvertretung Christi“ (CS 77). Er wirkt in der Kirche in Wort und Sakrament durch den Heiligen Geist, um dessen Kommen in der Epiklese gebeten wird (CS 75).
Die Theologiegeschichte lehrt, dass weder die Alte Kirche noch die frühe reformatorische Theologie ein Interesse hatten, die Zahl der Sakramente festzulegen. Wenn die katholische Theologie eine Siebenzahl lehrt, so kann dies als „Ausdruck der Fülle“ verstanden werden. Sie betrachtet Taufe und Herrenmahl als Hauptsakramente, auf die die übrigen Sakramente hingeordnet sind (CS 82). Die lutherische Tradition bezeichnet nur Taufe und Herrenmahl als Sakramente, kennt jedoch weitere Segenshandlungen. In ihren Bekenntnisschriften wird erwogen, Beichte und Ordination als Sakramente zu bezeichnen. Ein weiter gefasster Sakramentsbegriff ist daher aus lutherischer Sicht nicht kirchentrennend (CS 83). Firmung (confirmatio), Buße, Krankensalbung, Weihe (ordinatio) und Ehe gelten in der katholischen Theologie als sacramenta minora; die lutherische Theologie kennt vergleichbare Segenshandlungen. Für das weitere ökumenische Gespräch wird empfohlen, „von den einzelnen Handlungen auszugehen, von ihrer historischen Entwicklung, ihrer liturgischen Gestalt und ihrem theologischen Verständnis,“ um so zu einem „differenzierten Sakramentsbegriff“ zu gelangen (CS 85).
Die neuere katholische Theologie bezeichnet Jesus Christus als Ursakrament, die Kirche als Grundsakrament; sie ist demnach, obwohl Leib Christi, nicht einfach identisch mit Christus, sondern bedarf ständiger Buße und Erneuerung (CS 87). Gegenüber der Rede von der Kirche als Sakrament bestehen in der lutherischen Tradition weiterhin Vorbehalte (CS 88).

### Gemeinschaft der aus Gnade Geheiligten
Bei der Lehre von der Rechtfertigung wurde im bisherigen ökumenischen Gespräch eine „fundamentale Übereinstimmung“ erreicht, so dass die gegenseitigen Verurteilungen der Reformationszeit nicht mehr kirchentrennend sind (CS 90–92). Die Rechtfertigungslehre gründet in der Bundestreue Gottes zu Israel und wird entfaltet in der Verkündigung und Lebenspraxis Jesu, der Sündern Gemeinschaft gewährte. Diese Christusbotschaft wird in den neutestamentlichen Schriften unterschiedlich entfaltet. In der westlichen (katholischen und lutherischen) Theologie wurde sie besonders als Rechtfertigungslehre des Paulus von Tarsus, vermittelt durch Augustinus von Hippo, rezipiert (Rechtfertigung sola fide, sola gratia). „Die Kirche des Ostens hat sich stärker durch die Theologie der johanneischen Schriften und des Hebräerbriefes prägen lassen.“ (CS 109)
Der insbesondere in der Gemeinsamen Erklärung zur Rechtfertigungslehre (1997) erreichte Konsens muss Auswirkungen auf die Ekklesiologie und die Kirchengemeinschaft haben (CS 117). Beide Konfessionen können die Rechtfertigungsbotschaft somit gemeinsam gegenüber der Welt bezeugen: Sie beinhaltet die Liebe Gottes zu jedem Menschen, die befreiende Kraft der Vergebung, die Würde jedes Menschen unabhängig von Ansehen und Leistung, soziale Verantwortung und gesellschaftlicher Zusammenhalt (CS 118–122).

### Gemeinschaft der zum Dienst Berufenen

#### Priestertum aller Getauften und geistliches Amt

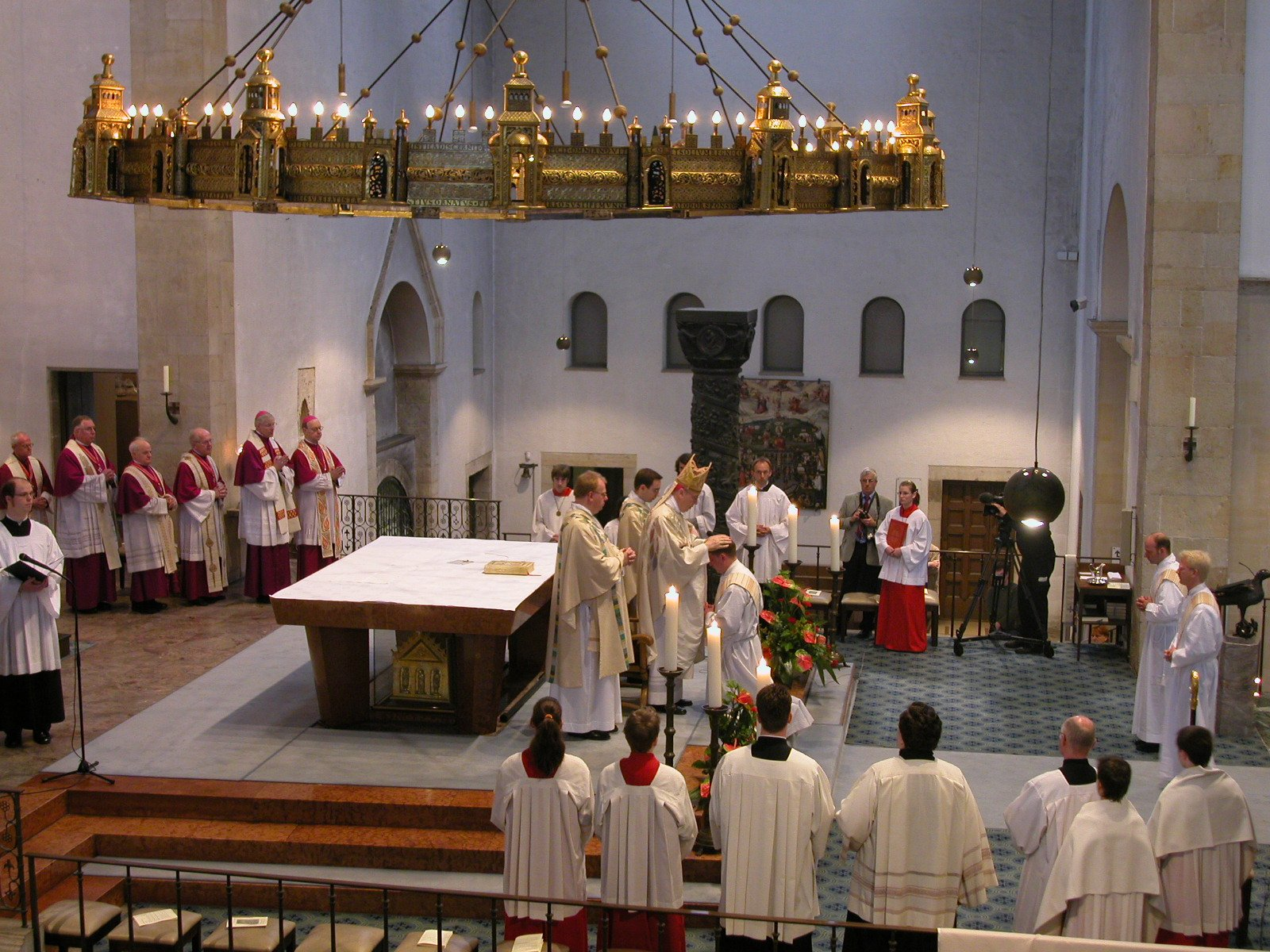
Römisch-katholische Priesterweihe durch Norbert Trelle, Bischof von Hildesheim (2006)

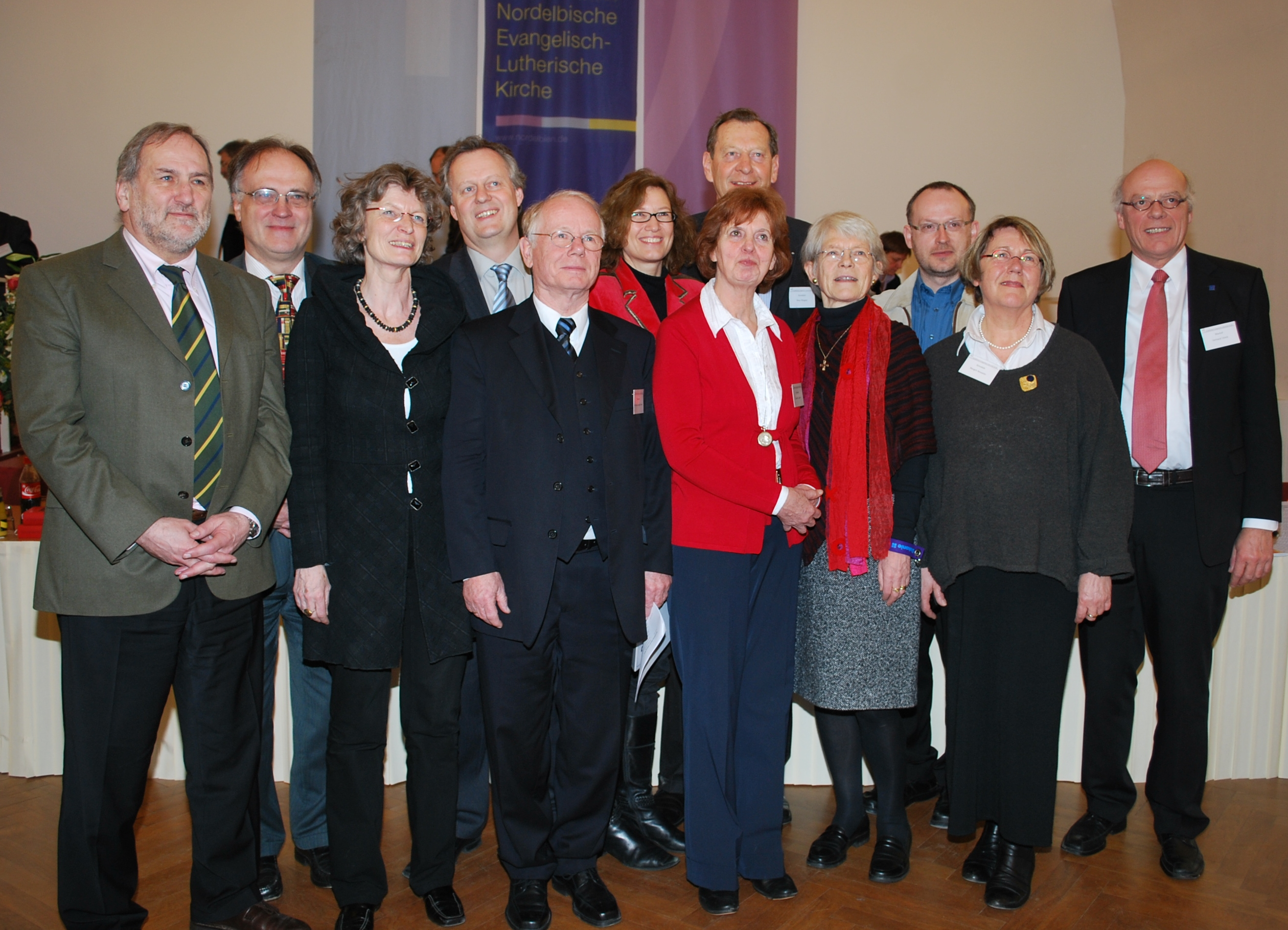
Mitglieder der Kirchenleitung der Nordelbischen Evangelisch-Lutherischen Kirche, mit Bischöfin Maria Jepsen und Bischof Gerhard Ulrich, während der Landessynode in Rendsburg (2010)

Alle Getauften sind nach dem Zeugnis des Neuen Testaments zum „Priestertum“ berufen. Diese Berufung umfasst die Teilnahme am Gottesdienst, die Verkündigung, die Fürbitte und das Lebenszeugnis im Alltag, bis hin zum Martyrium (CS 125). Die neuere katholische Theologie spricht hier von einer Teilhabe am dreifachen (priesterlichen, prophetischen und königlichen) Amt Christi. Im Mittelalter wurde der Unterschied zwischen Klerus und Laien stark betont; dagegen richtete sich der Protest der Reformatoren. Die Lehre vom „allgemeinen Priestertum“ aller Getauften gilt seither als Unterscheidungsmerkmal zwischen lutherischer und römisch-katholischer Theologie. Nach dem Zweiten Vatikanischen Konzil vertritt auch die katholische Kirche die Lehre vom „gemeinsamen Priestertum der Gläubigen.“ Infolgedessen kann festgestellt werden: „In der Lehre vom gemeinsamen Priestertum aller Getauften und vom Dienstcharakter der Ämter in der Kirche und für die Kirche besteht heute für Lutheraner und Katholiken ein gemeinsamer Ausgangspunkt zur Klärung der noch offenen Fragen im Verständnis des geistlichen Amtes in der Kirche.“ Die Zuordnung des Priestertums aller Getauften und des geistlichen Amts ist in beiden Konfessionen verschieden:
- Die katholische Kirche lehrt, dass das gemeinsame Priestertum der Gläubigen und das hierarchische Priestertum „dem Wesen und nicht nur dem Grade nach“ verschieden seien; beide seien einander zugeordnet.[14]
- Die lutherische Kirche (VELKD und Deutsches Nationalkomitee des Lutherischen Weltbundes) unterscheidet allgemeines Priestertum und ordinationsgebundenes Amt so: Die öffentliche Verkündigung des Evangeliums und die Verwaltung der Sakramente setzten voraus, „daß ein Christ zu diesem Dienst im Auftrag Christi von der Kirche berufen, gesegnet und gesandt wird“, d. h. die Ordination. Das kirchliche Amt sei mehr als eine Beauftragung durch die Gemeinde, es gründe „im Verkündigungsauftrag Jesu Christi selbst.“[15]

Communio Sanctorum stellt fest, dass Lutheraner und Katholiken die so formulierte lutherische Ämterlehre „gemeinsam bejahen“ können (CS 132).

#### Nachfolge der Apostel
Im Anschluss an die Ergebnisse der neutestamentlichen Exegese ergibt sich für die urchristliche Gemeindeorganisation „das Bild einer gewissen, für die weitere Entwicklung offenen Vielfalt“ (CS 140). Das Apostelamt erläutert Communio Sanctorum anhand von Reflexionen des Paulus von Tarsus über seine ihm von Christus übertragene Aufgabe gegenüber den Gemeinden. Als Augenzeugen des Auferstandenen haben die Apostel eine einmalige Bedeutung. Das Apostelamt wird aber zum Urbild des geistlichen Amts in der Kirche. Das altkirchliche Konzept einer apostolischen Sukzession sei im Neuen Testament schon angelegt, da dort von der Einsetzung von Gemeindeleitern durch Handauflegung und Gebet die Rede ist. „Der Dienst der Apostel am Evangelium und an den Gemeinden wird auf Nachfolger übertragen, deren Dienst am Inhalt der grundlegenden Verkündigung der Apostel gemessen wird. … So tritt der zum Dienst Beauftragte in ein besonderes Verhältnis zum Dienstherrn Jesus Christus, das sein ganzes Leben umgreift und prägt.“ (CS 142)

#### Ortskirche und Universalkirche
Die Kirche war in der Spätantike ein Netz von Ortskirchen, die die Verbindung zueinander pflegten, etwa durch Briefe, Fürbitte, Besuche usw. Ihre Einheit kam darin zum Ausdruck, dass sie „mit dem Bischof um den eucharistischen Altar versammelt“ waren. Ungeachtet späterer Entwicklungen „bleibt die communio der bischöflich geleiteten Kirchen die grundlegende Seins- und Rechtsgestalt der Kirche.“ (CS 145) Der altkirchlichen Kontaktpflege der Ortskirchen lassen sich die Grußworte, ökumenischen Gottesdienste, gemeinsamen Tagungen und Stellungnahmen der Konfessionen vergleichen, die ihren Beitrag zum Wachsen der noch nicht vollendeten ökumenischen Gemeinschaft leisten (CS 147).
Bei der Verhältnisbestimmung zwischen Ortskirche und Universalkirche bestehen aber weiterhin Unterschiede zwischen lutherischer und katholischer Theologie:
- Für Lutheraner verwirklicht sich Kirche primär als Gottesdienst feiernde Ortsgemeinde. Hier finden Wortverkündigung und Sakramentenspendung statt. Die Ortsgemeinden sind in regionale und überregionale Gemeinschaften eingebunden, für die Kanzel-, Abendmahls- und Dienstgemeinschaft besteht. Bischöfe, Kollegien der Ordinierten und Synoden haben eine besondere Verantwortung für die Einheit der Kirche (CS 149).
- Für Katholiken ist die Ortskirche (Diözese), verstanden als Einheit mehrerer Ortsgemeinden unter einem Bischof, die primäre Verwirklichungsform von Kirche. Die Gemeinschaft der Ortskirchen wird durch Gemeinschaft der Bischöfe unter ihrem Haupt, dem Papst, realisiert (CS 150).

„Gemeinsam können wir nunmehr sagen, daß die in der örtlichen Versammlung um Wort und Sakrament sich vollziehende kirchliche Gemeinschaft als Gemeinschaft mit Gott und untereinander zwar nicht die ganze Kirche, aber ganz Kirche ist.“ (CS 152)

#### „Petrusdienst“ (Papstamt)

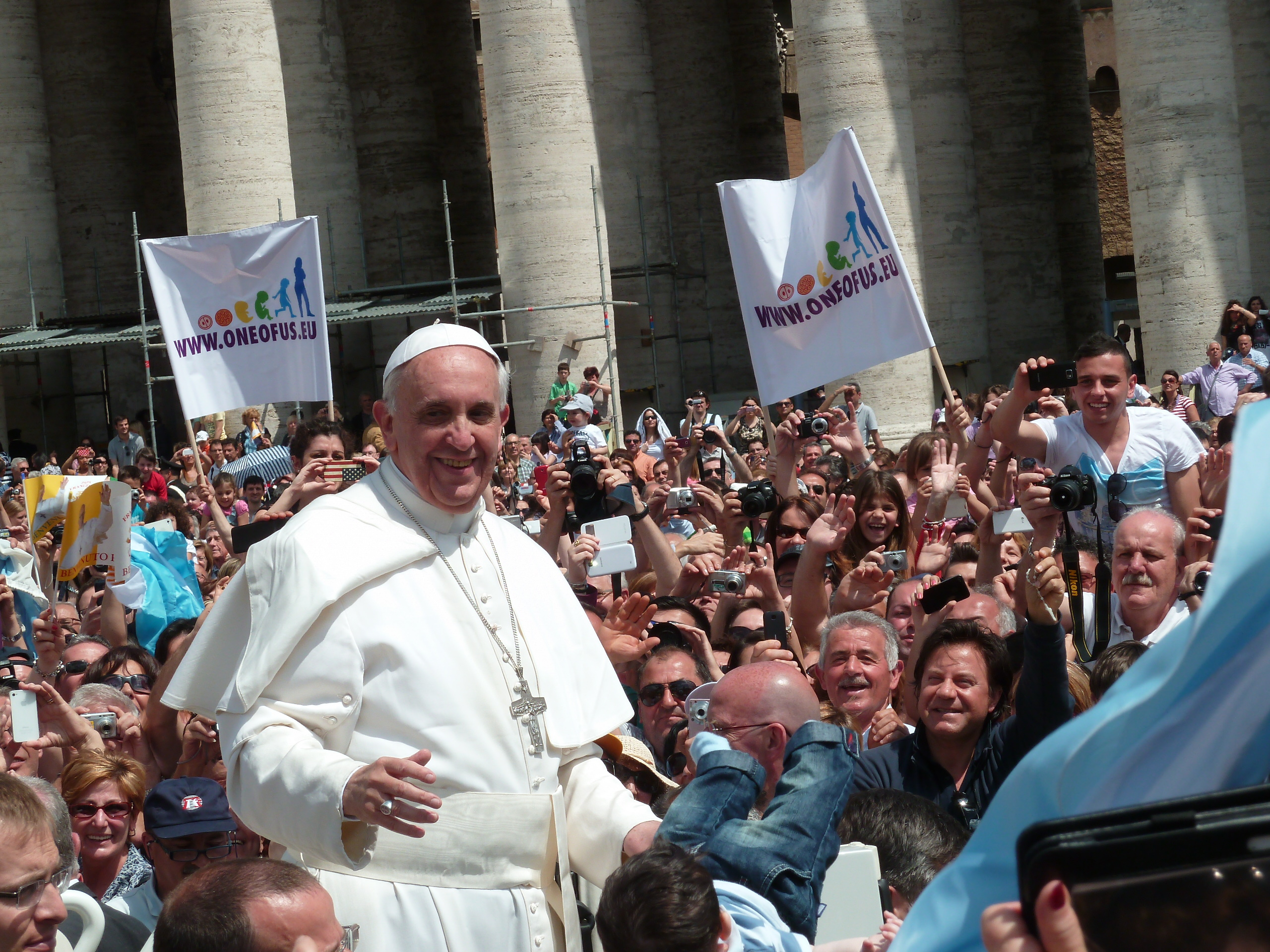
Papst Franziskus auf dem Petersplatz (2013)

Das Petrusamt bzw. der Petrusdienst ist im ökumenischen Gespräch zwischen Katholiken und Lutheranern ein besonders schwieriges Thema. Seit dem Ersten Vatikanischen Konzil „ist der Jurisdiktions- und Lehrprimat des Papstes integraler und seinem Wesen nach, nicht aber in allen seinen konkreten Ausformungen, unaufgebbarer Bestandteil der römisch-katholischen Lehre“. Dem stehen scharfe Verurteilungen des Papstamtes in den lutherischen Bekenntnisschriften gegenüber (CS 154). Die Verfasser von Communio Sanctorum zeichnen das Bild des Simon Petrus in den Schriften des Neuen Testaments nach, worauf ein kirchenhistorischer Durchgang folgt, der den Prozess, „in dem sich die Stellung des römischen Bischofs als Repräsentanten des petrinischen Dienstes herausbildete“, referiert. In den Kontroversen der Reformationszeit, später in der Auseinandersetzung mit dem Säkularismus „wird das Papsttum für die römisch-katholischen Christen zum hervorragenden Markierungspunkt der eigenen Identität,“ dem sie sich oft auch emotional verbunden fühlen (CS 172). Das Zweite Vatikanische Konzil hat zur Folge, dass in der katholischen Theologie seither zwei Konzeptionen des Papstamts existieren, deren Verhältnis zueinander unterschiedlich gesehen wird (CS 174–175):
- Communio-Modell: Der Papst und das Bischofskollegium stehen „in prinzipiell vitaler und unaufgebbarer Polarität zu- und miteinander.“
- Hierarchie-Modell: Alle Bischöfe sind direkt dem Papst untergeordnet, der „als höchster Hirte der Kirche seine Vollmacht jederzeit nach Gutdünken (ad placitum) ausüben kann.“[16]

Für die lutherische Seite wird festgestellt, dass Martin Luthers Zentralstellung der Rechtfertigungslehre Konsequenzen für das Kirchenverständnis und dann auch die Ämterlehre und das Papstamt hatten. Die Bekenntnisschriften werfen dem Papsttum vor, dass der Papst sich über die Heilige Schrift stelle, dass der Papst eigentlich nur Bischof von Rom sei und unter den Bischöfen allenfalls nach menschlichem Recht (iure humano) eine Vorrangstellung beanspruchen könne und dass der Papst neben der geistlichen auch weltliche Macht für sich beansprucht (CS 176–179). Die dogmatische Festlegung des Ersten Vatikanischen Konzils, das dem Papst kraft göttlichen Rechts (iure divino) die oberste Jurisdiktionsgewalt der Kirche zuspricht, verschärfte die Problematik. Die Unfehlbarkeit des Papstes bei Ex-cathedra-Entscheidungen ist für lutherische Theologie schon deshalb nicht nachvollziehbar, weil für sie alle kirchlichen Lehrentscheidungen am Evangelium überprüfbar sein müssen („Verbindlichkeitsvorbehalt“). Auch nach dem Zweiten Vatikanischen Konzil ist für die lutherische Seite die Möglichkeit nicht ausgeräumt, dass das Lehramt sich über die oben skizzierte Interaktion der Bezeugungsinstanzen hinwegsetzt (CS  182).
Verschieden Entwicklungen (z. B. der Verlust weltlicher Macht der Päpste, die Amtsführung konkreter Päpste) begünstigten im Luthertum ein neues Nachdenken, ob ein „gesamtkirchlicher Petrusdienst“ möglich oder wünschenswert ist. „Die gesamtkirchliche Einheit wäre dann eine ‚konziliare Gemeinschaft‘ aller Kirchen in ‚versöhnter Verschiedenheit‘ mit einem dieser Gemeinschaft dienenden Petrusamt. Sie hätte keine zentralistische Rechtsgestalt. Die Lehrverantwortung des gesamtkirchlichen Petrusdienstes, die vor allem in der Sorge für die jeweils in neuen Situationen festzustellende Wahrheit (determinatio fidei) besteht, müßte auf der gemeinsamen Wahrheitsverantwortung (communicatio fidei) des Volkes Gottes beruhen und auf Rezeption durch das Volk Gottes ausgerichtet sein. In allem muß sie zugleich die Überordnung der biblischen Wahrheit anerkennen.“ (CS 190)
Angesichts der Festlegungen des Ersten Vatikanischen Konzils erklärt die lutherische Seite, dass die oberste Jurisdiktionsgewalt des Papstes und seine Unfehlbarkeit für sie nicht nachvollziehbar seien. Die katholische Seite erkennt diese Bedenken als berechtigt an. Sie erläutert, dass der Jurisdiktionsprimat nur innerhalb der Communio-Struktur der Kirche geübt werden könne und die Unfehlbarkeit des Papstes seine Treue zum apostolischen Glauben voraussetze, so dass ein Papst, der sich der Heiligen Schrift nicht unterordne, dadurch sein Amt verliere. „Beide Seiten würden es begrüßen, wenn es zu einer offiziellen Interpretation in dieser Richtung kommen könnte.“ (CS 198)
Völlig offen bleibt, wie ein universaler Dienst der Einheit („Petrusdienst“) einerseits ein Neubeginn sein könnte, den nicht-katholische Kirchen mittragen können, und andererseits die Kontinuität mit der Geschichte des Papsttums gewahrt bliebe. Das betrifft insbesondere die seit dem Mittelalter ausgebildeten rechtlichen Formen des Papstamtes. Potential für das weitere ökumenische Gespräch sehen die Autoren von Communio Sanctorum unter anderem in folgenden Themen (CS 200):
- Orientierung an der Primatsausübung in der Zeit der ungeteilten Kirche
- Unterscheidung der Ämter, die der Papst auf sich vereint (Bischof von Rom, Hirte der Gesamtkirche, Haupt des Bischofskollegiums, Patriarch des Abendlandes, Primas von Italien, Erzbischof und Metropolit der Kirchenprovinz Rom, Souverän des Staates der Vatikanstadt)
- Universalkirche als Communio von Schwesterkirchen.

### Gemeinschaft der Heiligen – über den Tod hinaus
„Wir stimmen darin überein, daß der Mensch ‚Seele‘ ist und über den Tod hinaus fortbesteht, weil er von Gottes Wort und Gottes Geist erschaffen worden ist und vor seinem Angesicht steht.“ (CS 209) In der Heiligen Schrift findet sich sowohl die Anschauung, dass die Gläubigen gleich nach ihrem Tod bei Jesus Christus sind, als auch die Erwartung einer Wiederkunft Jesu Christi in Herrlichkeit und dem folgenden Endgericht über Lebende und Tote. „Wie sich persönliche und universale Vollendung zueinander verhalten, wird in der Bibel nicht reflektiert. Die spätere theologische Tradition unterscheidet hier zwischen dem besonderen und dem allgemeinen Gericht.“ (CS 216)

#### Gebet für die Verstorbenen, Fegefeuer
In Aufnahme biblischer Motive (Hebräerbrief, Johannesoffenbarung) weiß sich die Kirche bei der Feier der Eucharistie mit allen Engeln und Heiligen verbunden. Hier wird erkennbar, dass die im Apostolischen Glaubensbekenntnis bekannte „Gemeinschaft der Heiligen“ über die Todesgrenze hinausreicht (CS 220). Da Christen sich mit den schon Verstorbenen verbunden wissen, beten sie für diese und vertrauen sie „in liebendem Gedenken“ der Barmherzigkeit Gottes an (CS 223).
Hieraus leitet die katholische Kirche die Vorstellung einer „Läuterung“ der verstorbenen Gläubigen ab, die „vor dem Angesicht Gottes ihrer Sündhaftigkeit in letzter Tiefe innewerden und ihre Lieblosigkeit angesichts der Liebe Gottes als brennenden Schmerz erfahren“; bei dem Prozess ihrer Reinigung und ihrem Umfangenwerden von der Liebe Gottes hilft ihnen demnach die Fürbitte der Lebenden (CS 224). Die lutherische Theologie geht dagegen davon aus, dass das Pilgerdasein des Menschen (sein status viatoris) mit dem Tod endet und nicht in einem jenseitigen, zeitlich befristeten Läuterungsprozess fortgesetzt wird (CS 227). Die Verfasser von Communio Sanctorum stimmen überein, dass die Fürbitte für Verstorbene möglich und wie die Heiligenverehrung Ausdruck eschatologischer Hoffnung ist. Auch betreffend der jenseitigen Läuterung wird ein Konsens formuliert: „Die Gemeinschaft in Christus, in die der Mensch berufen wird, bleibt auch in Tod und Gericht erhalten und wird dadurch vollendet, daß er durch den Schmerz über sein Versagen im irdischen Leben hindurch der Liebe Gottes die vollendete Antwort seiner Liebe geben kann.“ (CS 228)

#### Heiligenverehrung
Die lutherischen Bekenntnisschriften betonen, dass man die Heiligen ehren solle. Die Anrufung einzelner Heiliger wird dagegen als Missbrauch verurteilt, da sie verdunkele, dass Jesus Christus der einzige Mittler sei. Das Konzil von Trient bezeichnete die Anrufung der Heiligen dagegen als „gut und nutzbringend“ (bonum atque utile), ohne sie zur Pflicht zu machen. Die Heiligenverehrung wurde im nachtridentinischen Katholizismus stärker kirchlich reglementiert als es bis dahin üblich gewesen war.
Die Agenden und Lektionare lutherischer Kirchen enthalten heute Heiligengedenktage. Einige Texte des Zweiten Vatikanischen Konzils können als gemeinsames Zeugnis beider Kirchen gelten: „In der irdischen Liturgie singen wir dem Herrn mit der ganzen Schar des himmlischen Heeres den Lobgesang der Herrlichkeit. In ihr verehren wir das Gedächtnis der Heiligen und erhoffen Anteil und Gemeinschaft mit ihnen. In ihr erwarten wir den Erlöser, unseren Herrn Jesus Christus, bis er erscheint als unser Leben und wir mit ihm erscheinen in Herrlichkeit.“ (CS 234)
Die in der katholischen Tradition übliche Anrufung der Heiligen, „die nur in Christus ermöglicht und von dem Gebet zu ihm unterschieden ist“, stellt für die lutherische Theologie keine Option dar. Insofern dabei aber gewahrt bleibt, dass Jesus Christus der einzige Mittler ist, betrachtet sie diesen Unterschied nicht als kirchentrennend. (CS 243) Der Reliquienkult spielte in der Vergangenheit in der katholischen Kirche eine weit größere Rolle als heute. Dass Erinnerungsstücke an geliebte Menschen aufbewahrt werden, ist aus lutherischer Sicht unproblematisch. Gemeinsam lehnen die Verfasser von Communio Sanctorum die Meinung ab, man könne durch Verehrung von Reliquien eine „Vermittlung der Gnade“ erlangen (CS 252).

#### Marienverehrung
Die lutherischen Bekenntnisschriften übernahmen mit den altkirchlichen Glaubensbekenntnissen auch die Dogmen der Gottesmutterschaft und Jungfräulichkeit Mariens. Martin Luther meinte daher, dass Maria „im ganzen menschlichen Geschlecht eine einzigartige Person ist über alle, der niemand gleich ist.“ Viele Formen marianischer Frömmigkeit wurden allerdings von den Reformatoren kritisiert, und so entwickelte sich die Marienverehrung als Unterscheidungsmerkmal der Konfessionen. Katholische Theologie erkennt diese Kritik an spätmittelalterlicher Volksfrömmigkeit heute als berechtigt an (CS 256).
Mit den Mariendogmen der Unbefleckten Empfängnis (1854) und der Aufnahme Marias in den Himmel (1950) wurde die katholische Mariologie allerdings in einer Weise weiterentwickelt, die aus lutherischer Sicht keine Grundlage in der Heiligen Schrift hat. Lutherische Christen können so weit zustimmen, dass Gott Maria von Geburt an als Werkzeug seiner Gnade erwählt hat und dass sie nach ihrem Tod zu ihrem Erlöser heimkehren durfte. Nicht konsensfähig wäre aber die bei beiden Mariendogmen mögliche Deutung, die Maria aus der gesamten schuldverhafteten Menschheit bzw. aus der Gemeinschaft der Glaubenden herauslöst und sie auf die Seite Gottes stellt (CS 261). Von katholischer Seite wurde vorgeschlagen, die beiden neuen Mariendogmen vor allem als „Lobpreis der reinen Gnade Gottes“ zu verstehen. Eine künftige ökumenische Verständigung erscheint möglich, wenn von evangelischen Christen nicht erwartet wird, die Mariendogmen zu übernehmen, und diese ihrerseits bereit sind, eine grundsätzliche Vereinbarkeit dieser Dogmen mit der biblischen Offenbarung anzuerkennen (CS 265).

### Schritte auf dem Weg zur vollen Kirchengemeinschaft
Als gemeinsames Ziel beschreiben die Verfasser von Communio Sanctorum abschließend eine strukturierte Form kirchlicher Einheit „in der die Kirchen im Verständnis des Evangeliums übereinstimmen, sich gegenseitig als Kirche Jesu Christi anerkennen, uneingeschränkte Gemeinschaft in den Sakramenten haben und wechselseitig die Anerkennung der Ämter, denen Wort und Sakramente anvertraut sind, praktizieren.“ (CS 273)

## Rezeption
Am 4. September 2000 war Communio Sanctorum der Öffentlichkeit vorgestellt worden. Einen Tag später veröffentlichte die römische Kongregation für die Glaubenslehre die Erklärung Dominus Iesus über die Einzigkeit und die Heilsuniversalität Jesu Christi und der Kirche. Diese Erklärung behandelt zwar vorrangig das Verhältnis der römisch-katholischen Kirche zu den nichtchristlichen Religionen, verneint aber das, was Communio Sanctorum voraussetzt: dass die aus der Reformation hervorgegangenen Kirchen „im eigentlichen Sinne“ Kirche sind. Der Inhalt von Dominus Iesus und das zeitliche Zusammentreffen belasteten die Rezeption von Communio Sanctorum evangelischerseits erheblich, sicherten dem Dokument aber auch erhöhte Aufmerksamkeit und entsprechend zahlreiche Stellungnahmen.

### Evangelisch
Im Vorwort von Communio Sanctorum heißt es: „Die Bilaterale Arbeitsgruppe bittet die auftraggebenden Kirchen zu prüfen, wie weit sie sich die im Dokument ‚Communio Sanctorum‘ erreichten Aussagen zu eigen machen können.“ Der Catholica-Beauftragte, Landesbischof Johannes Friedrich, präzisierte demgegenüber auf der Generalsynode der VELKD 2001: „Es geht nicht und ging nie darum, ‚Communio Sanctorum‘ mittels einer feierlichen Erklärung anzunehmen oder abzulehnen.“ In der Aussprache wurden Vorbehalte deutlich. Landesbischof Hermann Beste forderte dazu auf, erst einmal zu klären, ob die im Dokument als lutherisch bezeichneten Positionen wirklich „so akzeptiert und Gemeingut“ seien. Landesbischof Volker Kreß meinte, der Petrusdienst als universalkirchlicher Einheitsdienst setze ein fiktives „Weltkonzil der Christen“ voraus, in dem der Sprecher und oberste Bischof immer ein römischer Katholik sein müsse. Das sei unmöglich.
Die Kirchenleitung der VELKD bat ihre Gliedkirchen sowie die übrigen, in der EKD mit ihr verbundenen Landeskirchen und die Theologischen Fakultäten um Prüfung und Beurteilung des Studiendokuments. In diesem Konsultationsprozess veröffentlichten die evangelisch-theologischen Fakultäten der Ludwig-Maximilians-Universität München, der Friedrich-Alexander-Universität Erlangen-Nürnberg und der Eberhard-Karls-Universität Tübingen eigene Gutachten.
Von den drei kontroverstheologischen Themen, mit denen Communio Sanctorum Neuland betritt, haben Heiligen- und Marienverehrung relativ wenig Beachtung gefunden. Eine ökumenische Verständigung in diesen Fragen scheint evangelischerseits denkbar. Die Stellungnahmen im Konsultationsprozess konzentrierten sich auf die Frage des „Petrusdienstes“ und im Zusammenhang damit auf folgende Einzelfragen:
1. Priestertum aller Gläubigen
2. Gleichsetzung von „Petrusdienst“ und „universalkirchlichem Einheitsdienst“
3. Beziehung des „Petrusdienstes“ zum Papstamt
4. kirchenhistorische Beurteilung des Papsttums
5. Notwendigkeit eines universalkirchlichen Einheitsdienstes.

Die Thematisierung des Priestertums aller Gläubigen in Communio Sanctorum wird in den Stellungnahmen als ökumenischer Fortschritt gewürdigt. Die teils exegetische, teils kirchengeschichtliche Herleitung des „Petrusdienstes“ war dagegen umstritten. Hier steht in Frage, wie weit spätere kirchengeschichtliche Entwicklungen im Licht des Neuen Testaments interpretiert werden können. Bei Punkt 3 und 4 wurde der in Communio Sanctorum vorgelegte kirchenhistorische Durchgang zur Geschichte des Papsttums im Einzelnen kritisiert und eine sorgfältige Unterscheidung von Einheitsdienst und Papsttum gefordert. Bei Punkt 5 erfolgt durchweg der Rückgriff auf die Bekenntnisschriften, mit dem Ergebnis, „dass ein universalkirchlicher Einheitsdienst auf jeden Fall dem Wort Gottes unterzuordnen, von Monopolansprüchen frei zu halten und mit synodalen Strukturen zu verbinden sei.“
Besonderes Interesse fand im Konsultationsprozess die innovative Konzeption eines Beziehungsgefüges von Bezeugungsinstanzen, zu denen Heilige Schrift, „Glaubenssinn“, Tradition, Lehramt und Theologie zählen. Die Erlanger Fakultät formulierte pointierte Ablehnung: „Dass … durch das bischöfliche Lehramt definitiv bestimmt wird, ob Theologie schriftgemäß ist, kann ein evangelischer Theologe nicht akzeptieren.“ Die Tübinger Fakultät analysierte, Communio Sanctorum behaupte zwar eine Selbstauslegungskraft der Heiligen Schrift, konstruiere dann aber das Beziehungsgefüge von Heiliger Schrift, Tradition und Lehramt so, dass ein Gegensatz zwischen Heiliger Schrift und kirchlichem Lehramt gar nicht möglich sei. Damit würden Grundeinsichten der Reformation preisgegeben. Die Münchener Fakultät dagegen sah das reformatorische Anliegen der Selbstauslegungskraft gewahrt und beurteilte entsprechend das Gefüge der Bezeugungsinstanzen als bedeutenden, zukunftsträchtigen ökumenischen Fortschritt.
Die Kammer für Theologie der EKD kam im Februar 2002 zu einem sehr kritischen Urteil. Grundsätzlich wurde festgestellt, „dass sich die lutherischen Vertreter der bilateralen Arbeitsgruppe weitgehend – unseres Erachtens: zu weitgehend – auf die Bedingungen eingelassen haben, die von der römisch-katholischen Seite für die volle ‚Gemeinschaft der Heiligen‘ als notwendig erachtet werden.“ Was die Studie mit Blick auf Fürbitte für Verstorbene, Heiligen- und Marienverehrung selbst einräumt (CS 272), kennzeichne das ganze Dokument: römisch-katholische Lehre und Praxis werde so dargelegt, dass evangelische Christen Zugänge dazu finden können. „Das umgekehrte Bemühen, evangelischer Lehre und Praxis beim römisch-katholischen Gegenüber Zugänge zu verschaffen, ist hingegen kaum zu bemerken.“ So wird beispielsweise die Frauenordination nicht thematisiert. Besonders problematisch sei, dass Communio Sanctorum die Heilige Schrift als eine „Bezeugungsinstanz“ neben anderen sehe, nicht als „freies Gegenüber von Tradition, Glaubenssinn und Lehramt.“ Die Kammer riet von der Rezeption des Studiendokuments ab.

### Katholisch
Die Stellungnahme der Deutschen Bischofskonferenz zu Communio Sanctorum wurde im März 2003 veröffentlicht. Sie erkannte große Fortschritte im ökumenischen Gespräch, insbesondere „in dem, was gemeinsam zum Verständnis der Kirche als Communio, zum Schriftverständnis und zur Schriftauslegung, zur Rechtfertigung aus Gnade und zur Gemeinschaft von Lebenden und Toten gesagt worden ist.“ Die lutherischen Kommissionsmitglieder hätten sich ernsthaft bemüht, „ohne Abstriche an den Grundeinsichten der Reformation“ Zugänge zu Themen wie Papsttum und Mariologie zu finden. Die katholischen Kommissionsmitglieder hätte sich den Bedenken der Lutheraner geöffnet und sich bemüht, „die katholische Lehre ohne Substanzverlust so zu formulieren, dass sie im ökumenischen Dialog bereichert wird“. Die Bedeutung des Lehramts im Beziehungsgefüge der „Bezeugungsinstanzen“ bedürfe weiterer Klärung: „Das Lehramt kann nur im Zusammenhang der gesamten Theologie vom geistlichen Amt bzw. dem Weihesakrament diskutiert werden.“ Auch in der Sakramentenlehre sieht die Bischofskonferenz weiteren ökumenischen Klärungsbedarf.
Norbert Lüdecke sieht in der massiven evangelischen Kritik am ökumenischen Studiendokument Communio Sanctorum ebenso wie in der Erklärung Dominus Iesus „Enttäuschungen, welche sich die Konfessionen … wechselseitig zugefügt haben“. Ein folgenreiches Defizit sei aber, dass die Bilaterale Arbeitsgruppe ihren Auftrag, kanonistische Fragen zu behandeln, nicht befolgt habe – wohl wissend, dass das Kirchenrecht für das Selbstverständnis der römisch-katholischen Kirche grundlegend sei (vgl. CS 184).

### Bilaterale ökumenische Gespräche auf Weltebene
Mit dem Studiendokument Die Apostolizität der Kirche (The Apostolicity of the Church) legte die Internationale gemeinsame evangelisch-lutherische / römisch-katholische Kommission die Ergebnisse des vierten Dialogs beider Kirchen auf Weltebene vor, die in den Jahren 1995 bis 2006 erarbeitet wurden. Diese Kommission verzichtete auf eine Behandlung des Papstamtes, die über Dialoge auf nationaler Ebene in den Vereinigten Staaten und in Deutschland hinausführte.

## Textausgabe
- Bilaterale Arbeitsgruppe der Deutschen Bischofskonferenz und der Kirchenleitung der VELKD: Communio Sanctorum – Die Kirche als Gemeinschaft der Heiligen. Bonifatius, Paderborn und Lembeck, Frankfurt am Main 2000. ISBN 3-89710-151-3, ISBN 3-87476-366-8. (PDF)